# Charles Bauchal
Joseph Charles Bauchal, né le 1er janvier 1814 à Paris et mort le 8 septembre 1888 dans le 5e arrondissement de Paris, est un historien français de l'architecture.

## Biographie
Sa vie et son œuvre restent peu connues de nos jours.
Charles Bauchal effectue une carrière de fonctionnaire civil au sein de la Caisse des dépôts et consignations. Il y entre comme employé en 1841, est promu sous-chef de bureau en 1861 et enfin de chef de bureau en 1868. Il est responsable du bureau de la dotation de l'armée lorsqu'il est nommé chevalier de la Légion d'honneur en 1874.
Il est par ailleurs l'auteur d'un dictionnaire important sur les architectes français. Son apport à l'histoire de l'architecture française est encore à étudier même si son dictionnaire est souvent cité par les spécialistes et reconnu comme une référence considérable sur ce sujet.

## Distinctions
- Chevalier de la Légion d'honneur (1874)

## Publications
- Charles Bauchal, Nouveau dictionnaire biographique et critique des architectes français, Paris, André, Daly fils & Cie, 1887, 1re éd., 842 p. (OCLC 665158649, lire en ligne)
- Le Louvre et les Tuileries : précis historique et critique de la construction de ces palais jusqu'au commencement du XIXe siècle, A. Morel, 1882.